# こわれゆく世界の中で
『こわれゆく世界の中で』（Breaking and Entering）は、2006年制作のイギリス・アメリカ合作映画。ロンドンを舞台にしたロマンス映画。

## ストーリー
若き建築家のウィルは、ガールフレンドのリヴとその娘と共に暮らしていたが、リヴの娘ビーは自閉症で、それが原因でウィルとリヴとの間に緊張が生まれていた。そんな時、キングス・クロスにあるウィルの事務所に強盗が入る。

## キャスト
| 役名         | 俳優                           | 日本語吹替 |
| ------------ | ------------------------------ | ---------- |
| ウィル       | ジュード・ロウ                 | 平田広明   |
| アミラ       | ジュリエット・ビノシュ         | 土井美加   |
| リヴ         | ロビン・ライト・ペン           | 井上喜久子 |
| ミロ         | ラフィ・ガヴロン               | 日野聡     |
| サンディ     | マーティン・フリーマン         | 村治学     |
| ゾーラン     | エド・ウェストウィック         | 小松史法   |
| ドラガン     | ラド・ラザール                 | 宇垣秀成   |
| ベアトリス   | ポピー・ロジャース             | 遠藤綾     |
| ローズマリー | ジュリエット・スティーヴンソン | 吉田陽子   |
| ブルーノ刑事 | レイ・ウィンストン             | 佐々木勝彦 |
| オアーナ     | ヴェラ・ファーミガ             | 岡本麻弥   |

- その他の日本語吹替：石住昭彦／林真里花／泉裕子／魚建／すずき紀子／木村雅史／星野貴紀／赤城進／佐々木省三／加藤優子／加納千秋／八木かおり／木下紗華

## サウンドトラック
ブレイキング・アンド・エンタリング (サウンドトラック)を参照。